# Czersk
Czersk (kaschubisch Czérskò; deutsch Czersk, 1942–45 Heiderode) ist eine Stadt mit fast 10.000 Einwohnern im Powiat Chojnicki der Woiwodschaft Pommern in Polen. Ihre Fläche beträgt 9,73 km². Sie ist Sitz der gleichnamigen Stadt-und-Land-Gemeinde mit mehr als 21.500 Einwohnern. Sie liegt an der ehemaligen Preußischen Ostbahn.

## Geschichte
Der Ort wurde im 14. Jahrhundert gegründet. Im Jahr 1772 zählte man beim Übergang an Preußen im Ort 186 Einwohner, gleichzeitig verlor Czersk seine Stadtrechte, die es 1386 bekommen hatte. 1827 wurde die Straße Berlin – Königsberg eröffnet. Im Jahr 1873 wurde in der Nähe des Ortes eine Bahnlinie gebaut, die so genannte Ostbahn (heute Bahnstrecke Tczew–Küstrin-Kietz Grenze). Die Synagoge  entstand im 19. Jahrhundert. 1920 wurde Czersk auf der Grundlage des Versailler Vertrages Teil Polens. 1921 zählte der Ort schon 6.700 Einwohner. 1926 bekam Czersk wieder Stadtrechte. Zwischen 1939 und 1945 war die Stadt von der Wehrmacht besetzt und gehört seit dem Ende des Zweiten Weltkrieges wieder zu Polen. 1939 lebten rund 8.500 Einwohner in Czersk, 1945 waren es nur noch 6.500. Inzwischen liegt die Zahl bei fast 10.000 Einwohnern. Seit Anfang der 1990er Jahre unterhält die Stadt Czersk eine Partnerschaft zur deutschen Stadt Boizenburg/Elbe.

## Gemeinde
Zur Stadt-und-Land-Gemeinde Czersk gehören neben der Stadt 84 Ortschaften mit über 21.500 Einwohnern.

## Verkehr
Im Bahnhof Czersk kreuzt sich die Bahnstrecke Tczew–Küstrin-Kietz Grenze mit der nördlich nur noch im Güterverkehr betriebenen Bahnstrecke Laskowice Pomorskie–Bąk. Im Osten der Gemeinde verläuft die Bahnstrecke Nowa Wieś Wielka–Gdynia mit drei nicht mehr bedienten Halten.

## Sehenswürdigkeiten
Vor dem Ersten Weltkrieg schuf der Künstler Otto Linnemann aus Frankfurt umfangreiche Wandmalereien für die 1910–1913 erbaute neugotische katholische Maria-Magdalena-Kirche, hiervon existieren Skizzen und Fotos im Linnemann Archiv. Der Hauptaltar im manieristischen Stil stammt aus dem Jahr 1611.

## Persönlichkeiten
- Siegfried Bieber (1873–1960), Bankier und Kunstsammler
- Franz Kleinschmidt (1888–1918), Wilderer und Mörder